# Sillignea
Sillignea là một chi bướm đêm thuộc họ Noctuidae.